# Marvin Phillips
Marvin Phillips (* 23. Oktober 1931 in Guthrie, Oklahoma), auch als Long Tall Marvin bekannt, ist ein amerikanischer R&B-Sänger und Saxophonist. Seine größten Erfolge feierte er im Doo-Wop-Duo Marvin & Johnny Mitte der 1950er Jahre.
Marvin Phillips begann seine musikalische Karriere als Saxophonist in der Richard Lewis Band in Los Angeles. Als er seine eigene Gruppe Marvin Phillips And His Men From Mars gründete, folgte ihm Emory Perry, mit dem er später auch als Marvin und Johnny aufnehmen sollte. Bei Specialty Records veröffentlichte Marvin 1952 nicht nur seine erste Solo-Single, sondern spielte das Saxophon zu Jesse Belvins Gesang auf Dream Girl, das unter dem Gruppen-Namen Jesse & Marvin ein R&B-Hit wurde.
Im Folgejahr gründete sich die Doo-Wop-Gruppe Marvin & Johnny, die ab nun Marvins bevorzugtes Projekt werden sollte. Zwei Soloveröffentlichungen folgten auf dem kleinen Label Parrot.
1954 wechselten Marvin samt Johnny zum benachbarten Modern Records der Bihari-Brüder. Marvin und Emory „Johnny“ Perry trennten sich 1955 und Phillips veröffentlichte 1956 als Long Tall Marvin mit Have Merci Miss Percy seine vierte Solo-Platte auf Modern. Eine letzte Single erschien 1960 auf dem Label Swingin’ Records.
Im Jahr 1993 trat Marvin Phillips erneut in Erscheinung, als er mit seinem Neffen Sheridan „Rip“ Spencer, der zwischenzeitlich den freigewordenen Gruppennamen seines Onkels übernommen hatte, ein Comeback als Marvin & Johnny gab.

## Diskografie
Im Folgenden sind nur Marvins Solo-Projekte gelistet, für weitere Veröffentlichungen mit seiner Beteiligung siehe auch Marvin & Johnny sowie Jesse & Marvin.
- 1952 – Wine Boogie / Old Man’s Blues, Specialty 445 (mit den Men From Mars)
- 1953 – Salty Dog / Sweetheart Darling, Parrot 786
- 1954 – Anne Marie / Honey Baby, Parrot 795
- 1955 – Mamo Mamo / Ding Dong Baby, Specialty 554 (Ding Dong Baby von Marvin & Johnny & the Marsmen)
- 1956 – Yes I Do / Wonderful, Wonderful One, Modern 982
- 1956 – Have Mercy Miss Percy / Tell Me Darling, Modern 993 (als Long Tall Marvin)
- 1960 – The Big Dance / Patootie Pie, Swingin’ 621

Das 1962 für Modern Records aufgenommene That Righteous Feeling ist eine Neueinspielung von Tell Me Darling und wurde erst 2007 in Großbritannien auf der CD For Connoisseurs Only Volume 3 des Modern-Nachfolgers Kent Records herausgebracht.